# Mert Celep
Mert Celep (Smirne, 23 giugno 1995) è un cestista turco.